# این نسل شاد
این نسلِ شاد (انگلیسی: This Happy Breed) یک فیلم تکنی‌کالر درام به کارگردانی دیوید لین محصول سال ۱۹۴۴ کشور بریتانیا است.

## بازیگران
- رابرت نیوتن در نقش Frank Gibbons
- سیلیا جانسون در نقش Ethel Gibbons
- Alison Leggatt در نقش Aunt Sylvia
- استنلی هالووی در نقش Bob Mitchell
- جان میلز در نقش Billy Mitchell
- کی والش در نقش Queenie Gibbons
- Amy Veness در نقش Mrs. Flint
- Eileen Erskine در نقش Vi Gibbons
- John Blythe در نقش Reg Gibbons
- Guy Verney در نقش Sam Leadbitter
- Betty Fleetwood در نقش Phyllis (Phyl) Blake
- Merle Tottenham در نقش Edie, the Gibbonses’ maid